# Mistrovství světa v alpském lyžování 1938
8. Mistrovství světa v alpském lyžování se konalo v roce 1938 v švýcarském Engelbergu.

## Medailisté

### Muži
| Soutěž    | Zlato          | Stříbro         | Bronz              |
| Sjezd     | James Couttet  | Émile Allais    | Hellmut Lantschner |
| Slalom    | Rudolf Rominge | Émile Allais    | Hellmut Lantschner |
| Kombinace | Émile Allais   | Rudolf Rominger | Hellmut Lantschner |

### Ženy
| Soutěž    | Zlato            | Stříbro          | Bronz           |
| Sjezd     | Lisa Resch       | Christl Cranzová | Käthe Grasegger |
| Slalom    | Christl Cranzová | Nini Arx-Zogg    | Erna Steuri     |
| Kombinace | Christl Cranzová | Lisa Resch       | Käthe Grasegger |

## Přehled medailí
| Pořadí         | Stát           | Zlato | Stříbro | Bronz | Celkově |
| 1              | Německo        | 3     | 2       | 5     | 10      |
| 2              | Francie        | 2     | 2       | 0     | 4       |
| 3              | Švýcarsko      | 1     | 2       | 1     | 4       |
| Medailové sady | Medailové sady | 6     | 6       | 6     | 18      |